# Gare d'Avise
La gare d'Avise (en italien, Stazione di Avise) est une gare ferroviaire italienne de la ligne d'Aoste à Pré-Saint-Didier, située une centaine de mètres à l’est du hameau Runaz, à l'envers de la commune d'Avise, dans la région autonome à statut spécial de la Vallée d'Aoste.
Simple arrêt lorsqu'elle est mise en service en 1929 par la Società Ferrovia Aosta–Pré-St-Didier (FAP), c'est une halte voyageurs de Rete ferroviaria italiana (RFI) qui était desservie par le train Trenitalia qui effectuait des navettes sur la relation Aoste - Pré-Saint-Didier.

## Situation ferroviaire

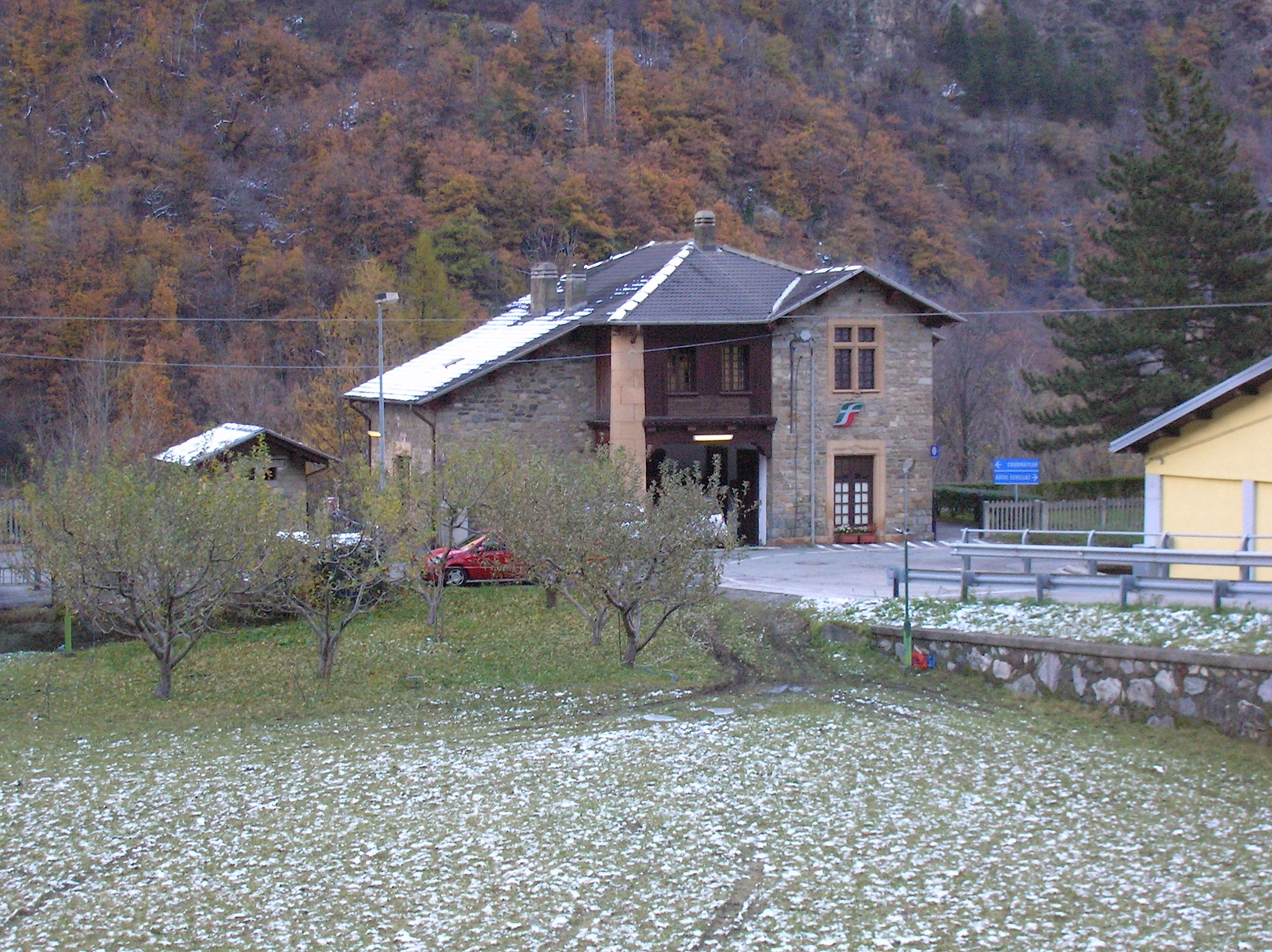
La gare.

Établie à environ 791 mètres d'altitude, la gare d'Avise est située au point kilométrique (PK) 17,508 de la Ligne d'Aoste à Pré-Saint-Didier (voie unique non électrifiée), entre les gares d'Arvier et de Derby.

## Histoire
L'arrêt d'Avise est mis en service le 28 octobre 1929 par la Società Ferrovia Aosta–Pré-St-Didier (FAP), lorsqu'elle ouvre à l'exploitation sa ligne d'Aoste à Pré-Saint-Didier. Le bâtiment n'est ouvert que plus tard.
Jusqu'en 1968, elle dispose de la seule sous-station électrique de la ligne.
En 2015, à la suite de la fermeture de la ligne d'Aoste à Pré-Saint-Didier, elle est fermée.

## Service des voyageurs

### Accueil
C'est une halte voyageurs, équipée d'un quai unique, accessible par le passage à niveau.

### Desserte
Avise était desservi par le train Trenitalia qui faisait la navette sur la relation Aoste - Pré-Saint-Didier.

### Intermodalité
Le stationnement des véhicules est possible à proximité. Elle était desservie par des autocars des lignes du réseau local de la haute Vallée d'Aoste (SAVDA).

## Patrimoine ferroviaire
Bien qu'inutilisé pour le service ferroviaire, l'ancien bâtiment est toujours présent. Il est de style valdôtain éclectique, en pierre, lauzes et bois, suivant le modèle de la grange l'Ôla du château d'Introd.